# Géolympiades

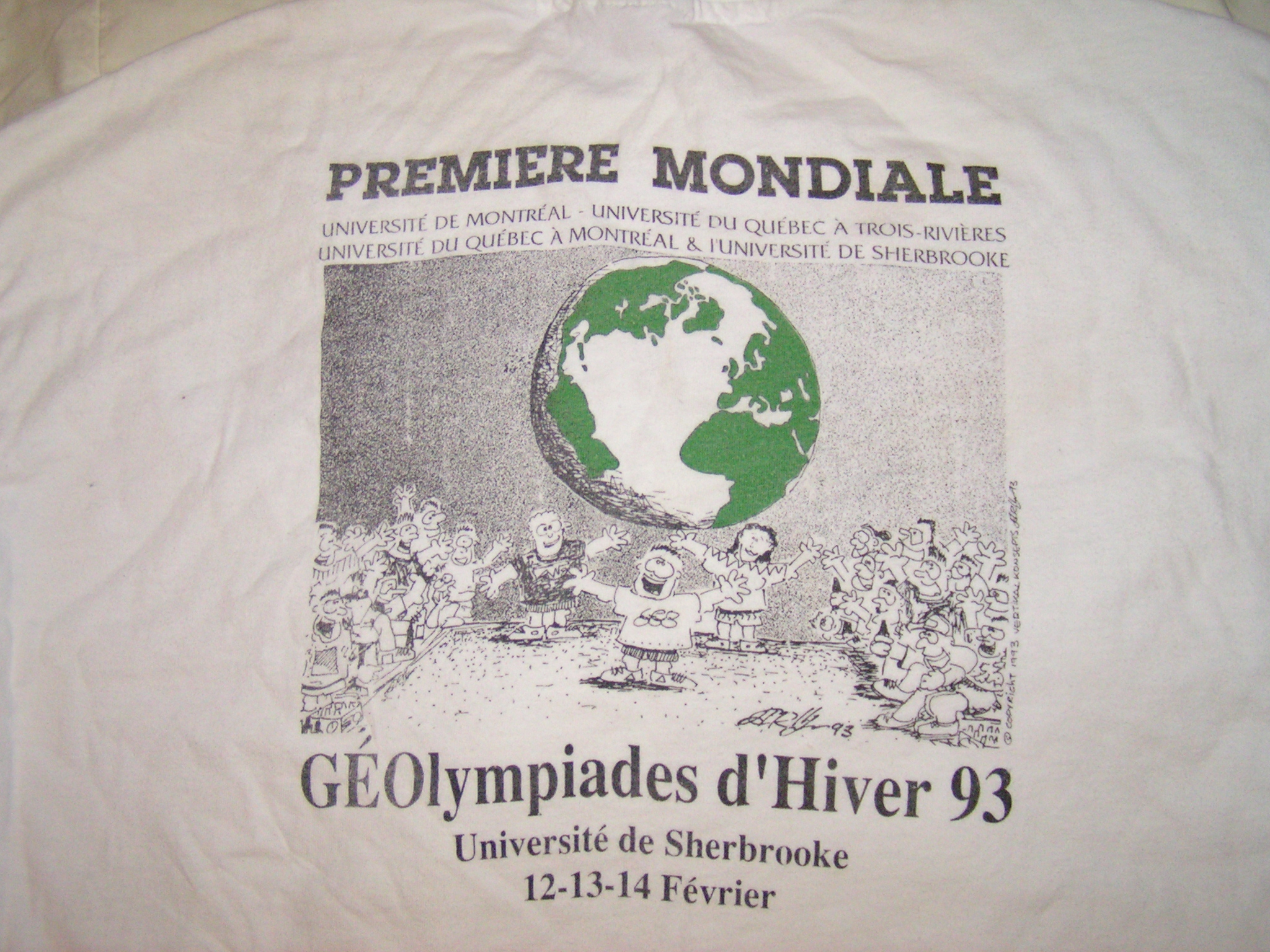
T-shirt (dos) de la première édition des Géolympiades, tenue à Sherbrooke en 1993.

Les Géolympiades sont un ensemble de compétitions amicales inter-universitaires regroupant les étudiants du Québec et de l'Université d'Ottawa, inscrits à un programme universitaire de géographie ou géomatique.
Les Géolympiades se tiennent une fois par an depuis la première édition en 1993, généralement au début du mois de janvier. S’échelonnant sur une fin de semaine, cette compétition comprend plusieurs activités permettant de déterminer une université gagnante. De plus, les Géolympiades se veulent un excellent moyen pour les participants de tisser des liens avec d’autres collègues ainsi que d’élargir leurs connaissances de la géographie. Cette activité n’est pas obligatoire dans le parcours académique, mais elle est considérée comme très édifiante. À tour de rôle, les différentes universités sont l’hôte de la classique annuelle. Depuis quelques années, c'est plutôt l'université gagnante qui est chargée d'organiser l'événement. L’université gagnante se voit remettre le trophée officiel des Géolympiades. La 22e géolympiade s'est tenue à Trois-Rivières en 2014.

## Les activités de compétition
Tout au long des trois jours, les universités participantes aux Géolympiades s’affrontent lors d’activités variées, préparées par l’université hôte. Des questionnaires portant sur la géographie jusqu’aux compétitions amicales en passant par les sports, les étudiants y trouvent leur compte. Chacune des compétitions est importante puisqu’un système de pointage leur est associé. L’évènement se termine généralement par un banquet honorant les universités méritantes.

## Hymne géolympien
À l'édition de 2009, présentée à l'Université Laval, l'hymne géolympien a été introduit. Elle a été inventée par Charles DeGrandpré, et interprétée pour la première fois par Charles et Patrick Dumais.

### Paroles
À bouere! À bouere! À bouere!

Partira pas sans bouere.

Les géographes sont pas des fous,

Partiront pas sans prendre un coup.

## Villes hôtes et vainqueurs

### 1993 (12 au 14 février)
Hôte : Sherbrooke

Vainqueur : UQTR

### 1994 (28 au 30 janvier)
Hôte : Trois-Rivières

Vainqueur : UQAM

### 1995
Hôte : Montréal

Vainqueur : Université de Sherbrooke

### 1996
Hôte : Rimouski

Vainqueur : UQAM

### 1997
Hôte : Chicoutimi

Vainqueur : Université Laval

### 1998
Hôte : Ste-Foy

Vainqueur : Université Laval

### 1999
Hôte : Ottawa

Vainqueur : UQTR

### 2000 (14 au 16 janvier)
Hôte : Sherbrooke

Vainqueur : UQAM

### 2001 (12 au 14 janvier)
Hôte : Trois-Rivières

Vainqueur : Université de Montréal

### 2002 (11 au 13 janvier)
Hôte : Montréal

Vainqueur : Université d'Ottawa

### 2003 (10 au 12 janvier)
Hôte : Ste-Foy

Vainqueur : Université d'Ottawa

### 2004
Hôte : Ottawa

Vainqueur : Université de Sherbrooke

### 2005 (14 au 16 janvier)
Hôte : Trois-Rivières

Vainqueur : Université d'Ottawa

### 2006 (13 au 15 janvier)
Hôte : Rimouski

Vainqueur : UQAR

### 2007 (12 au 14 janvier)
Hôte : Montréal

Vainqueur : UQAR

### 2008 (11 au 13 janvier)
Hôte : Trois-Rivières

Vainqueur : UQAR

### 2009 (9 au 11 janvier)
Hôte : Québec

Vainqueur : UQAR

### 2010 (8 au 10 janvier)
Hôte : Rimouski

Vainqueur: Université Laval

Gagnants par catégorie:
- Festifs : Laval
- Geeks île'uminés (connaissances) : UQTR
- Mieux hab'îlés : UQAR
- Les plus hab'îles (sportifs) : UQAM
- Les artissss : U de Montréal
- Esprit d'équipe et plus amical : UQAC
- Radeau plus efficace : U de Montréal
- Les plus subt'îles ("voleurs") : UQAR

### 2011 (7 au 9 janvier)
Hôte : Université du Québec à Chicoutimi (UQAC)

Vainqueur : Université Laval

2e place : Université de Montréal

3e place : UQAR

Le prix citron des plus hors-la-loi : UQAM (En raison de démêlé judiciaire)

### 2012 (6 au 8 janvier)
Hôte : Université de Montréal (UdeM) & Université du Québec à Montréal (UQAM)

Vainqueur : Université de Sherbrooke
2e place : Université de Montréal
3e place : Université Laval

### 2013 (11 au 13 janvier)
Hôte : Université de Sherbrooke

Vainqueur : Université Laval

2e position : Université de Montréal

3e position : UQAR

### 2014 (10 au 12 janvier)
Hôte : Université du Québec à Trois-Rivières (UQTR)
Vainqueur : Université de Sherbrooke
2e position : Université du Québec à Rimouski (UQAR) 
3e position : Université Laval
4e position : Université de Montréal
5e position : Université d'Ottawa
6e position : Université du Québec à Montréal (UQAM)
7e position : Université du Québec à Chicoutimi (UQAC)
8e position : Université du Québec à Trois-Rivières (UQTR)
Prix Citron :
Délégation la plus Alcoolique: Université Laval
Délégation la plus Sportive: Université d'Ottawa
Délégation la plus Corruptrice: Université du Québec à Rimouski (UQAR)
Délégation la plus Têteuse: Université de Sherbrooke
Délégation faisant preuve de plus de Camaraderie: Université du Québec à Chicoutimi (UQAC)

### 2015
Hôte : Université Laval
Gagnants : UOttawa

### 2016
Hôte : UOttawa
Gagnants : UQTR

### 2017
Hôte : UQAR
Vainqueur : Université de Montréal 
2e position : Université de Sherbrooke
3e position: Université du Québec à Trois-Rivières
La délégation la plus athlétique : UQTR
La délégation la plus corruptrice: USherbrooke
La délégation la plus alcoolique : UdeM
Mention d'honneur : UQAM
La délégation la moins techno: ULaval

### 2018
Hôte : Université de Montréal 
Vainqueur : Université Laval

### 2019
Hôte : Québec 
Vainqueur : Université de Montréal 

### 2020
Hôte : Trois-Rivières
Vainqueur : Université Laval

### 2023
Hôte : Université Laval
Vainqueur : UQAM
Prix citron de la régurgitation du 2e étage d'un lit superposé: UQTR

### 2024 (19-21 janvier)
Hôte : UQAM
Vainqueur : UQAC

### 2025 (24-26 janvier)
Hôte : UQAC
Vainqueur : UdeM 
2e position : McGill
3e position : UQAM
Prix citron de la ride de taxi la plus chère : Université Laval
Prix citron de la délégation la plus "crinquées" : UdeS

### 2026
Hôte : UdeM
Vainqueur : À venir !!!
Prix citron : À venir !!!

## Universités ayant déjà participé aux Géolympiades
Université du Québec à Trois-Rivières (UQTR)  

Université de Montréal 

Université du Québec à Montréal (UQAM)

Université de Sherbrooke

Université Laval 

Université d'Ottawa 

Université du Québec à Rimouski (UQAR)

Université du Québec à Chicoutimi (UQAC)

Université McGill 